# Bernhard Schachner
Bernhard Schachner (Mödling, 10 gennaio 1986) è un ex calciatore austriaco, centrocampista.